# Danmarks ambassade i Ankara
Danmarks ambassade i Ankara er Danmarks officielle repræsentation i Tyrkiet. 
Ambassadens primære opgaver omfatter at fremme politisk dialog, støtte danske virksomheder på de tyrkiske og azerbajdsjanske markeder samt yde konsulær bistand til danske borgere i begge lande. Derudover arbejder ambassaden for at styrke samarbejdet inden for områder som handel, kultur og uddannelse samt at understøtte bæredygtig udvikling og økonomisk vækst i regionen. Ambassaden er også ansvarlig for Aserbajdsjan.

## Historie
De diplomatiske forbindelser mellem Danmark og det moderne Tyrkiet går tilbage til en venskabstraktat fra 1925. Endnu tidligere var der udsendt danske gesandter til Osmannerriget siden midten af det 18. århundrede. Ambassaden i Ankara arbejder på at styrke de eksisterende gode bånd mellem Danmark og Tyrkiet.